# Lavadecke

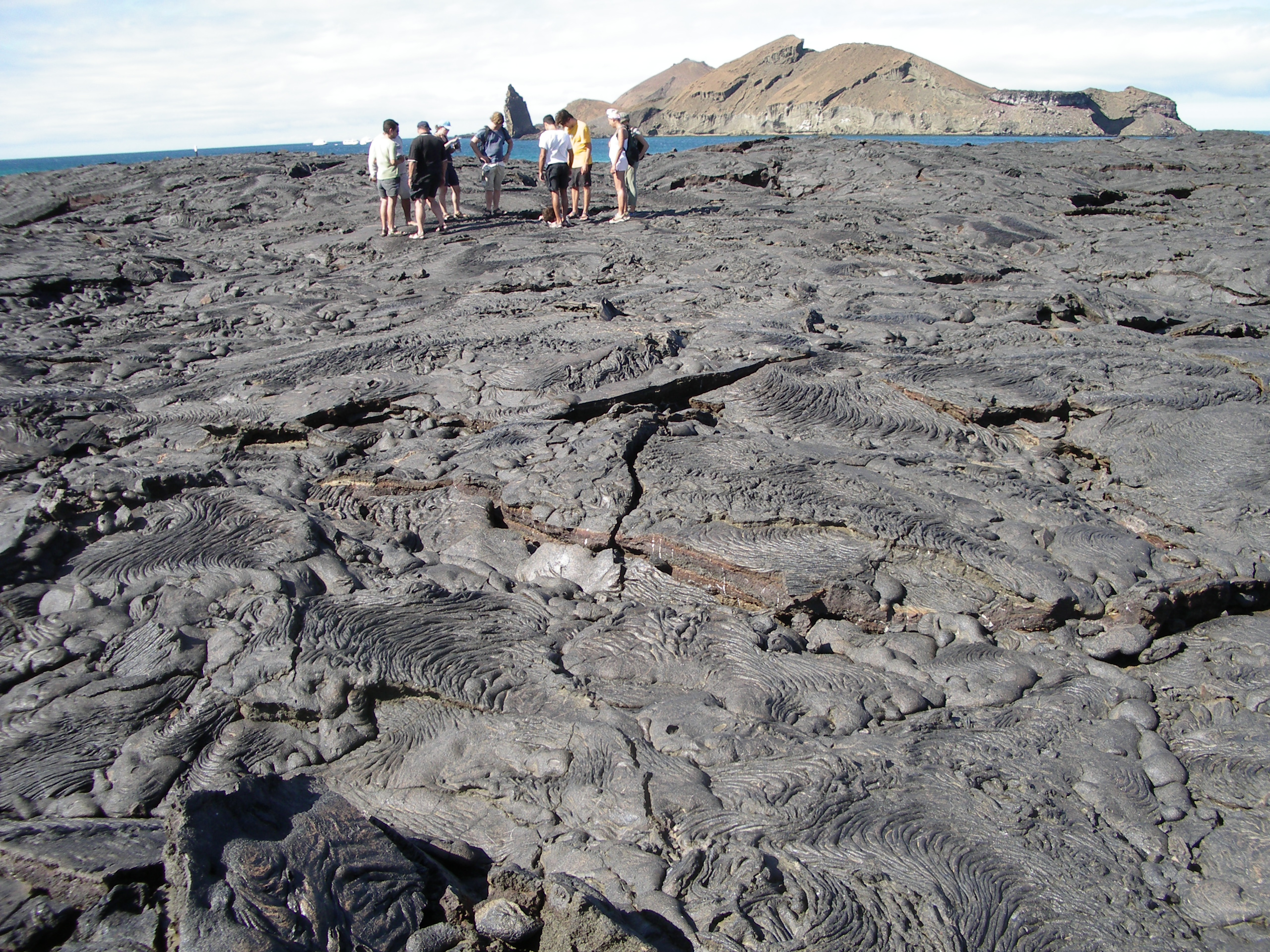
Lavadecke aus Pahoehoe-Lava. Sullivan Bay, San Salvador, Galapagosinseln

Lavadecken sind schichtförmig ausgebreitete Gesteinskörper aus erstarrter Lava. Ihre Größenordnung reicht von einzelnen, bis wenige Meter dicken Lavadecken und Lavaströmen eines einzelnen Vulkans bis zu den in ländergroßen Vorkommen auftretenden Flutbasalten der magmatischen Großregionen, die sich aus kilometerdicken Stapeln einzelner Lavadecken aufbauen. Sie bilden häufige Landformen in tektonisch oder vulkanisch aktiven Regionen der Erde und scheinen auf anderen Planeten und Monden des Sonnensystems eine große Rolle zu spielen. 

## Entstehung

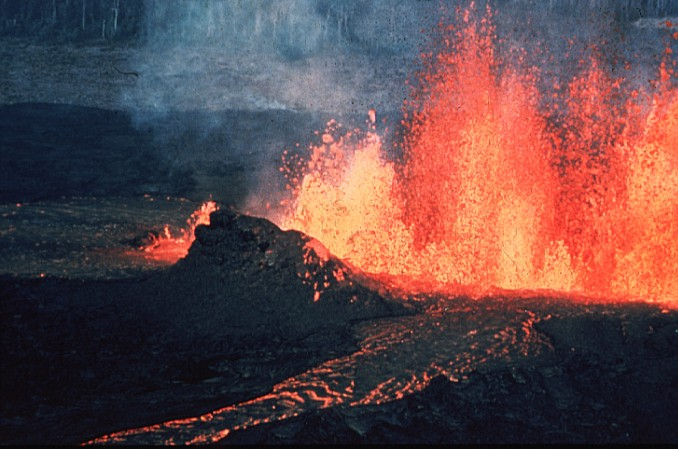
Spalteneruption

Lavadecken entstehen durch das Austreten von Lava aus Vulkanen wie Schildvulkane und vulkanischen Spalten. Vulkanische Decken können auch durch Ignimbrite entstehen, da diese spezielle Form der Lavaausbreitung ebenfalls weitflächige Decken ausbildet. Bei den auf der Erde auftretenden, großräumigen Lavadecken handelt es sich vor allem um Ergussgesteine wie Basalt und Rhyolith. Der Untergrund von Lavadecken kann aus sedimentären oder vulkanischen Gesteinen bestehen, in einigen Fällen liegt die Lava dem Grundgebirge der Schildregionen alter Kratone direkt auf. Zusammen mit den Lavadecken und in ihrem Innern sind in vielen Fällen vulkanische Gänge und Gangschwärme erhalten, die Aufstiegswege der Lava sein können.
Die Ausdehnung vulkanisch entstandener Decken hängt wesentlich von den Eigenschaften der aufdringenden Lava ab. Die Menge und Dauer des Ausfließens wird vom Magma-Nachschub bestimmt. Dünnflüssige Basalt-Lava, wie sie z. B. bei ausgedehnten Schildvulkanen an die Erdoberfläche gelangt, kann Landstriche von 100 km² und mehr überfluten und sind so die Ursache verschiedener sehr ausgedehnter Tafelländer.

## Landform

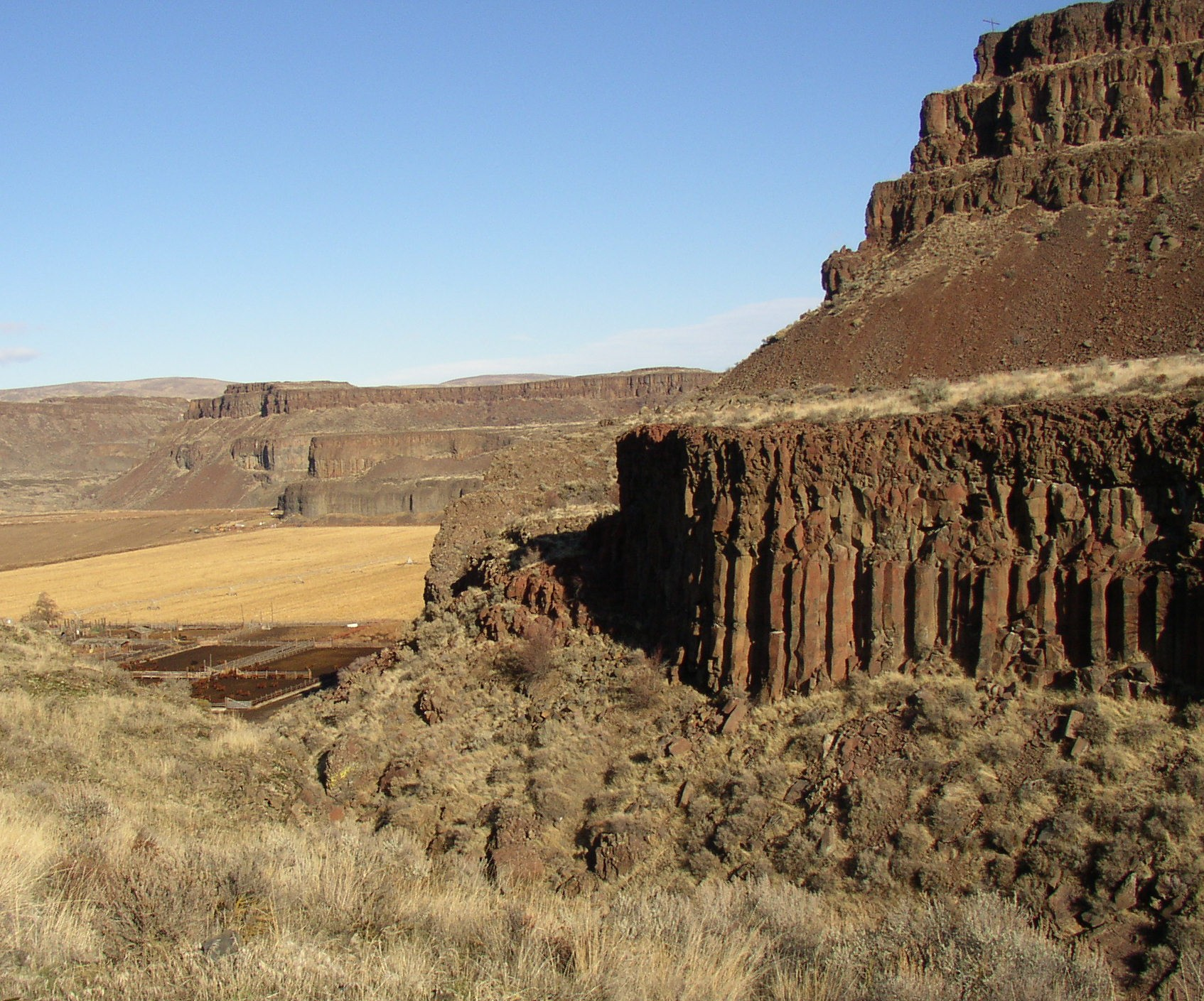
Columbia-Flutbasalt, ein Stapel von Lavadecken in den westlichen USA

Großräumige Ergüsse magmatischer Gesteine bilden typische Landschaftsformen aus, wie Plateaus und große Schichtstufen. Sie können weite Landschaften in Form von Tafelländern oder flacher Gipfelfluren prägen, oder nur lokal als Tafelberge oder isoliert stehengebliebene Zeugenberge vorkommen. Die treppenartige Abstufung der Landoberfläche mancher dieser Landschaften hat Anlass zur Prägung des Begriffes Trapp gegeben.
Ursache der Landformentwicklung ist die Gesteinsausbildung – meist gleichförmige mineralogische Zusammensetzung und eine feinkörnige Beschaffenheit der Grundmasse – in Kombination mit der Ausbildung weiträumiger Klüftung, die zur Ausbildung von glatten Bruchwänden oder Gesteinstrennflächen führt. Das Gestein ist aufgrund seiner Ausbildung standfest und widerständig gegen Verwitterung. Aus diesen Gründen bilden Lavadecken an den Rändern und Tälern Steilstufen aus, während im Inneren die Geländeoberfläche flach ist oder nur geringe Neigungen aufweist.
Das Auftreten von Bruchtektonik mit der Bildung von Horsten und Gräben sowie die Erosion einer großräumigen Lavadecke über längere geologische Zeiträume kann eine Reliefumkehr verursachen.

## Vorkommen

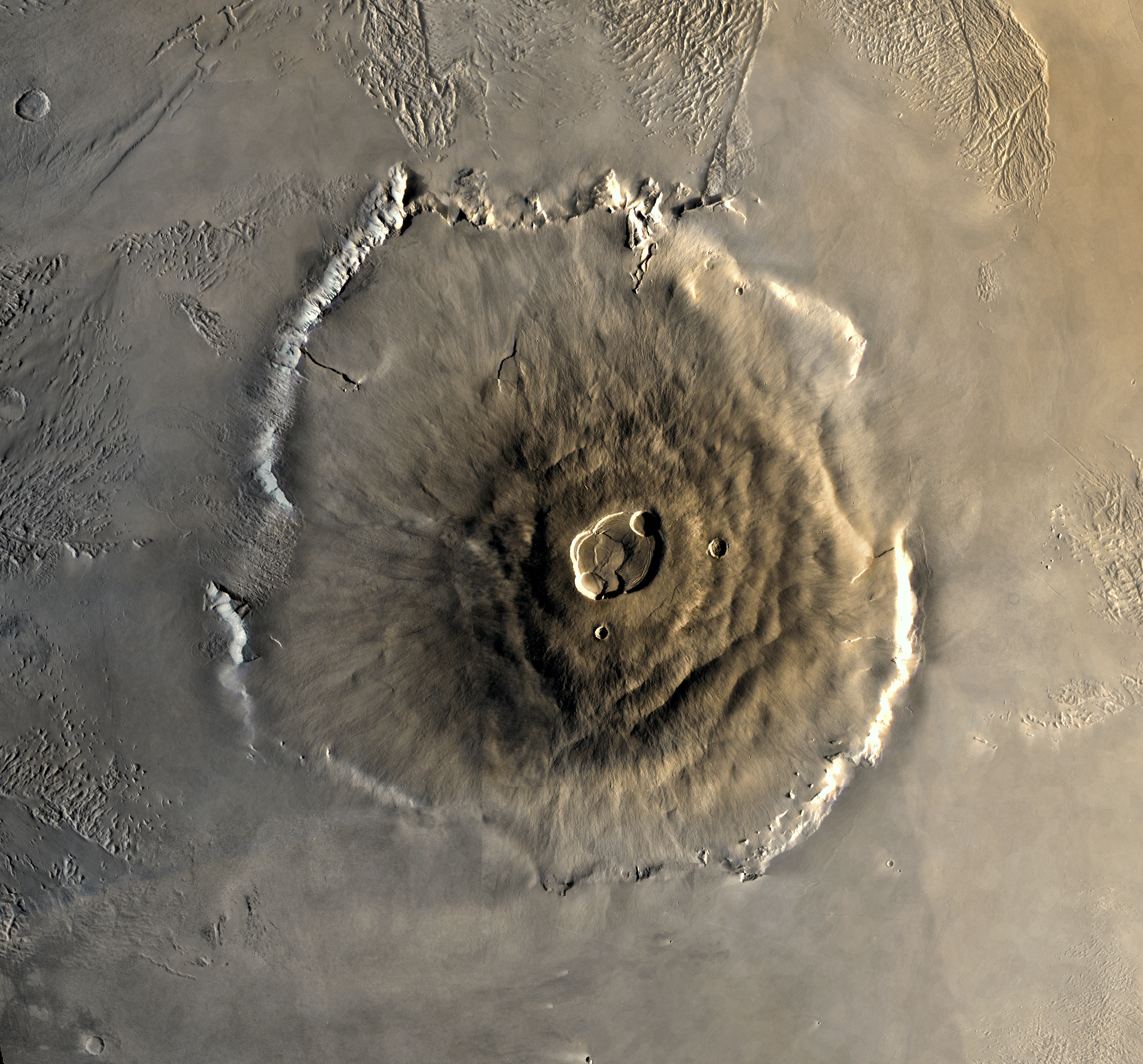
Die Lavadecken des Olympus Mons auf dem Mars

Deutliche Spuren von Lavadecken sind in den Maria des Mondes zu erkennen oder an den Marsvulkanen. 
Beispiele von landformenden Lavadecken auf der Erde finden sich etwa in den Rhyolith-Ignimbritdecken der Puna in Argentinien, im Paraná-Becken der Brasilianischen Tafel oder im Camperdown-District von Victoria. Der Sibirische Trapp im Mittelsibirischen Bergland oder der Dekkan-Trapp in Indien bestehen ebenso wie der Columbia-Plateaubasalt der nordwestlichen USA aus vielen, übereinanderliegenden Lavadecken. Landschaftsformende Lavadecken treten in Europa zum Beispiel am Hohen Meißner, in der Rhön und am Vogelsberg auf, des Weiteren am Großen Teichelberg im südöstlichen Fichtelgebirge und im Oststeirischen Hügelland.